# Protium tovarense
Protium tovarense là một loài thực vật có hoa trong họ Burseraceae. Loài này được Pittier miêu tả khoa học đầu tiên năm 1929.